# Niceforitzes
Niceforitzes (in greco Νικηφορίτζης?; ... – Oxeia, 1078) era un influente funzionario eunuco bizantino, che ricoprì il ruolo di primo ministro e di sovrano di fatto dell'Impero bizantino durante il regno dell'imperatore Michele VII Ducas (1071-1078). Il suo vero nome era Niceforo; ricevette il soprannome di "Niceforitzes" ("piccolo Niceforo") a causa della sua relativa giovinezza quando entrò in servizio a corte. Divenne largamente impopolare a causa della sua dura tassazione e dell'ingerenza nelle forniture di grano di Costantinopoli, oltre che per la sua negligenza nei confronti dell'Asia Minore di fronte all'invasione turca. Questo risentimento portò allo scoppio di due grandi ribellioni nel 1077 e alla definitiva abdicazione di Michele VII. Lo stesso Niceforitzes fu catturato e torturato a morte.

## Biografia
Niceforitzes nacque nel Thema Boukellarion ed entrò in servizio nella segreteria imperiale sotto l'imperatore Costantino IX Monomaco (regno 1042-1055). Sotto Costantino X Ducas (r. 1059-1067), fu allontanato dalla corte per assumere il governatorato di Antiochia, perché avrebbe calunniato l'imperatrice Eudocia Macrembolitissa, accusandola di adulterio. In seguito alla morte dell'imperatore e alla nomina di Eudocia a reggente, fu imprigionato. Fu rilasciato dal nuovo imperatore, Romano IV Diogene (r. 1068-1071), e nominato pretore (governatore civile) dei themata congiunti di Hellas (Grecia centrale) e del Peloponnesos. Quando Michele VII assunse il potere nel 1071, Niceforitzes fu richiamato a far parte del governo imperiale dallo zio del nuovo imperatore, il Cesare Giovanni Ducas, che ne apprezzava le capacità amministrative. Tornato a Costantinopoli, Niceforitzes fu nominato logothetes tou dromou e il suo potere crebbe rapidamente. Non solo mise presto in disparte gli altri ministri, tra cui il già potente Michele Psello, ma nell'autunno del 1073, Niceforitzes costrinse il Cesare stesso a ritirarsi dalla partecipazione attiva al governo dell'Impero bizantino e a ritirarsi nei suoi possedimenti.
Come sovrano de facto dell'Impero bizantino, Niceforitzes si mise a riorganizzare lo Stato, cercando di ripristinare la sua forza e di ristabilire il controllo centrale. La sua prima priorità fu quella di rimpinguare il tesoro. A tal fine ricorse a una tassazione brutale, che causò gravi difficoltà sia nelle province sia a Costantinopoli. Istituì anche un magazzino centrale (phoundax) a Rodosto nel tentativo di centralizzare, regolare e tassare meglio l'approvvigionamento di grano di Costantinopoli, formando un monopolio statale. Secondo Michele Attaliate, una fonte certamente ostile, le sue politiche provocarono la scarsità di grano e l'inflazione del suo prezzo. Nell'inverno 1076/1077, Costantinopoli fu colpita dalla carestia. Allo stesso tempo, nella provincia danubiana di Paristrion scoppiò una ribellione, perché Paristrion aveva interrotto il pagamento dei sussidi annuali ai mixobarbaroi locali e ai Peceneghi. Il vestarches Nestore, inviato per sistemare le cose, si unì alla ribellione. In particolare, i ribelli chiesero solo una cosa, la destituzione di Nikephoritzes, e quando presero Rodosto, bruciarono il magazzino del grano. Michele VII tergiversò nella sua risposta e Nestore con i suoi alleati Peceneghi si ritirò a nord nel Paristrion, che da quel momento e per i due decenni successivi uscì di fatto dal controllo imperiale.
Niceforitzes cercò anche di riformare l'esercito e fece rinascere il reggimento degli Immortali. La situazione militare durante la sua amministrazione fu particolarmente grave, con gli attacchi serbi e la rivolta bulgara di Costantino Bodin, mentre in Asia Minore il governo imperiale dovette affrontare la ribellione di Roussel di Bailleul, nonché le sempre più frequenti infiltrazioni turche in Asia Minore all'indomani della battaglia di Manzicerta, alle quali non riuscì a rispondere adeguatamente. Sebbene fosse innegabilmente un amministratore capace, le sue misure finanziarie e le sue tendenze accentratrici erano generalmente malviste. Ad eccezione di Giovanni Cecaumeno, che lo elogia come "uomo eccellente in tutto, molto ragionevole, esperto in questioni militari e amministrative, sebbene fosse un eunuco, generoso, molto intelligente e capace di capire e parlare correttamente", le altre fonti raccontano tutte della sua avidità e corruzione. In particolare, si concentrano sul monastero di Hebdomon, che egli amministrava e dove raccolse la sua fortuna personale.
L'opposizione si raccolse intorno al patriarca di Antiochia Emiliano, un vecchio nemico di Niceforitzes dai tempi di Antiochia, con il sostegno di diversi vescovi e delle corporazioni della capitale. Inoltre, nell'estate del 1077, Niceforo Briennio nei Balcani e Niceforo Botaniate in Asia Minore si ribellarono a Michele VII. Briennio marciò contro Costantinopoli, sperando che si arrendesse, ma il saccheggio dei sobborghi da parte delle sue truppe dissuase gli abitanti della capitale e dovette ritirarsi. A sua volta, un gruppo di vescovi contrari a Niceforitzes si riunì a Santa Sofia il 7 gennaio 1078 e proclamò Botaniate imperatore. Niceforitzes rispose allontanandoli con la forza dalla cattedrale, per cui fu scomunicato dal Patriarca di Costantinopoli. Alessio Comneno, che aveva assunto ruoli di potere sotto Niceforitzes, suggerì di sopprimere con la forza l'opposizione, ma Michele VII decise infine di abdicare a favore di Botaniate, il 31 marzo 1078. Niceforitzes fuggì dalla capitale e si rifugiò a Eraclea Pontica, dove era accampato Roussel di Bailleul. Roussel, tuttavia, lo fece arrestare e consegnare al nuovo imperatore. Niceforitzes fu quindi esiliato nell'isola di Proti e poi a Oxeia, dove fu brutalmente torturato dal megas hetaireiarches Romano Straboromano dove morì a seguito di questo.